# 家臣 (中国)
家臣，是一種周朝封建制度下的貴族階級，指東周春秋時期各諸侯國卿大夫的屬臣，其中以「家（屬）大夫」、「家宰」、「邑宰」的地位最高。後泛指諸侯、貴族的私臣，與輔佐天子的大臣有所區別。

## 概要
卿大夫的家政總管稱為「家宰」，於家宰轄下有維持卿大夫家政運作的各類官职含總管家宰在內全數通称「家臣」，這些家臣直接臣屬且效命於卿大夫，在階級上屬於「士」。家臣協助卿大夫处理家族、封邑、宗族事务，為家臣组织头目和卿大夫最得力的助手。「邑宰」則負責掌管卿大夫封邑内的民政、财政及军事诸事。隨著當時禮樂制度的瓦解權力日益下放，卿大夫逐漸成為主掌一國權力的核心，家臣的地位也變得比以往重要且能左右國政的方向，更有野心的家臣甚至謀逆篡權弒主。

## 外部連結
- 家臣——漢典 （页面存档备份，存于）
- 家臣——漢語網 （页面存档备份，存于）